# Wretch 32
Jermaine Sinclair (Tottenham, Londres, 9 de Março de 1985), mais conhecido pelo nome artístico Wretch 32, é um rapper britânico e antigo MC de grime nativo de Londres, onde cresceu filho de um DJ local de reggae no Tiverton Estate.

## Discografia

### Álbuns de estúdio
| Detalhes do álbum                                                                                                | Melhores posições nas tabelas | Melhores posições nas tabelas | Melhores posições nas tabelas | Melhores posições nas tabelas |
| Detalhes do álbum                                                                                                | Reino Unido                   | Reino Unido R&B               | Irlanda                       | Escócia                       |
| --- | ----------------------------- | ----------------------------- | ----------------------------- | ----------------------------- |
| Wretchrospective - Lançamento: 13 de Outubro de 2008 - Editora: Hip Hop Village - Formato: CD                    | —                             | —                             | —                             | —                             |
| Black and White - Lançamento: 22 de Agosto de 2011 - Editora: Ministry of Sound - Formatos: CD, download digital | 4                             | 1                             | 86                            | 7                             |
| "—" denota um lançamento que não entrou na tabela musical desse país.                                            |                               |                               |                               |                               |